# 윌리엄 왕자와 캐서린 미들턴의 결혼식

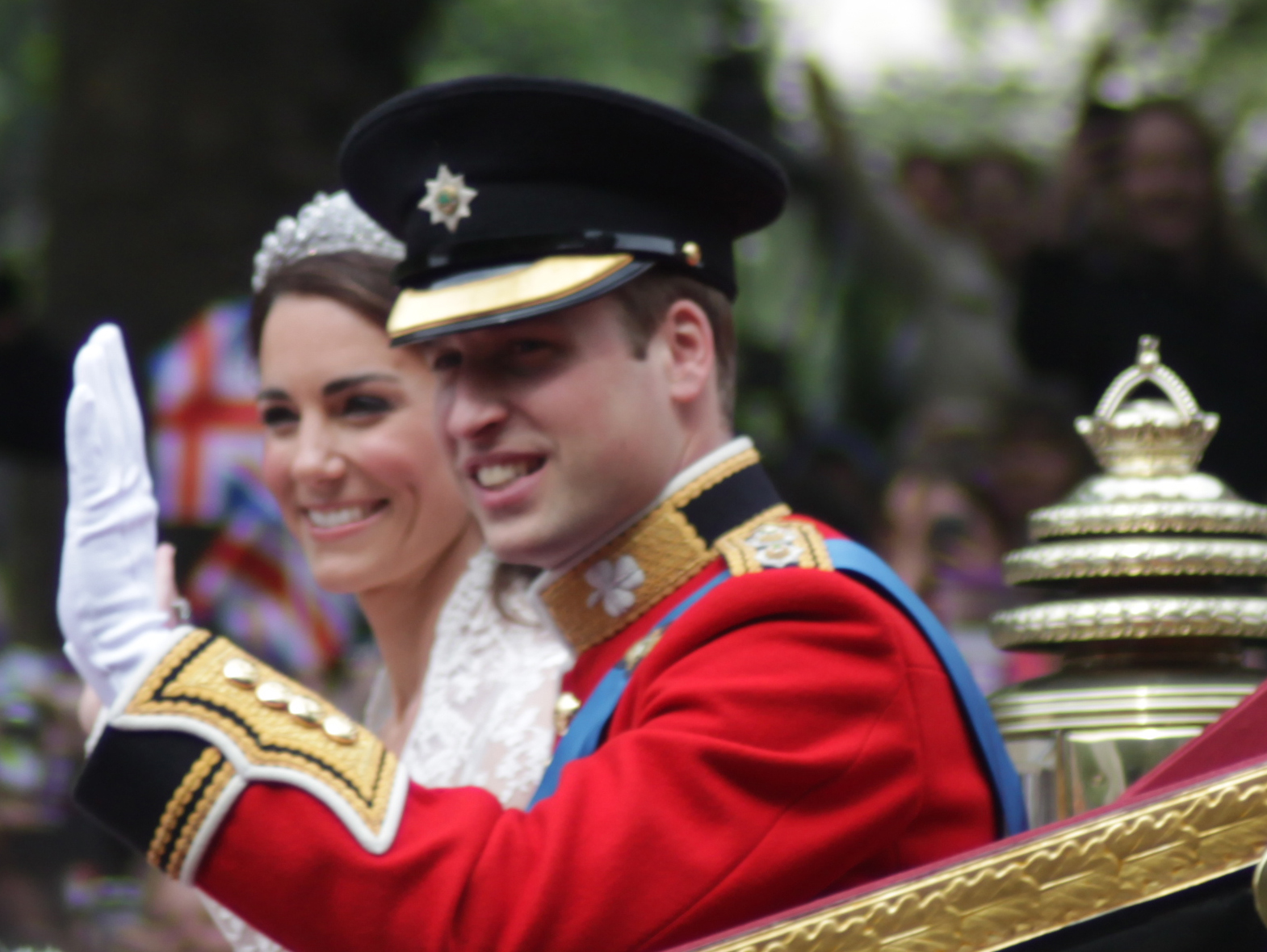
캐서린 미들턴과 윌리엄 왕자

윌리엄 왕자와 캐서린 미들턴의 결혼식은 2011년 4월 29일 GMT 오전 11시(UTC+01), 영국 웨스트민스터 사원에서 열린 윌리엄 왕자와 캐서린 미들턴의 혼인식이다. 엘리자베스 2세 재임 당시 승계 2순위였던 윌리엄은 세인트앤드루스 대학교를 재학중인 2001년에 미들턴을 처음으로 만났다. 2010년 10월 20일 약혼했으며, 2010년 11월 16일 약혼을 발표하면서 2011년 4월 29일에 결혼식을 한다고 발표하였다. 2011년 4월 29일 영국 표준시 오전 11시부터 런던 웨스트민스터 사원에서 세계 각국의 귀빈들이 초청된 가운데 이들의 결혼식이 성대하게 치러졌다.